# Клейново
Клейново (пол. Klejnowo, нім. Klenau) — село в Польщі, у гміні Бранево Браневського повіту Вармінсько-Мазурського воєводства.
Населення — 111 осіб (2011).
У 1975-1998 роках село належало до Ельблонзького воєводства.

## Демографія
Демографічна структура станом на 31 березня 2011 року:
|          | Загалом | Допрацездатний вік | Працездатний вік | Постпрацездатний вік |
| -------- | ------- | ------------------ | ---------------- | -------------------- |
| Чоловіки | 58      | 17                 | 39               | 2                    |
| Жінки    | 53      | 13                 | 36               | 4                    |
| Разом    | 111     | 30                 | 75               | 6                    |